# Jernej Štromajer
Jernej Štromajer, slovenski politik in politolog; * 13. maj 1987.
Obiskoval je I. gimnazijo v Celju. Diplomo, magisterij in doktorat je pridobil na Fakulteti za družbene vede v Ljubljani. V času doktorskega študija je pridobil Fulbrightovo štipendijo za gostujoče raziskovanje na Univerzi Wisconsin-Madison v ZDA.
Bil je državni sekretar na Ministrstvu za izobraževanje, znanost in šport Republike Slovenije pristojen za visoko šolstvo in znanost v 13. Vladi Republike Slovenije.
Novembra 2024 je bil izvoljen za Predsednika Konference Socialnih demokratov, najvišjega organa stranke med dvema kongresoma.

## Politično udejstvovanje

### Dijaška in študentska politika
S položaja predsednika Študentske organizacije Univerze v Ljubljani je odstopil leta 2010 zaradi spora znotraj Študentske organizacije Slovenije.
Bil je tudi predsednik Dijaške organizacije Slovenije (izv. 2005), namestnik predsednika Študentske organizacije Slovenije, član Sveta Vlade RS za mladino (2009–2013) in član Sveta Vlade RS za študentska vprašanja (izv. 2010).

### Lokalna politika
Kot član Socialnih demokratov je bil trikrat izvoljen v občinski svet občine Slovenske Konjice (mandata 2014–2018, 2018–2022, 2022-2026). Od leta 2018 je predsednik Odbora za finance in premoženje Občinskega sveta Občine Slovenske Konjice. Leta 2017 je protestiral in bil prvopodpisan pod peticijo proti zaprtju letnega bazena v Slovenskih Konjicah.

### Kontroverze
Bil je državni sekretar na Ministrstvu za izobraževanje, znanost in šport Republike Slovenije v 13. Vladi Republike Slovenije. Na tem položaju se je zapletel v spor s politično desnico zaradi objave fotografije svetlobnega napisa »Merry Christmas ya filthy animals« (navdahnjenega z izjavo »Merry Christmas you filthy animal« iz ameriškega filma Home Alone 2 (1992)) na svojem profilu na Twitterju 24. decembra 2019. Za objavo in nesporazum se je opravičil.